# Mercedes-Benz Classe V
O Mercedes-Benz Classe V/Viano é um automóvel utilitário de luxo produzido pela fabricante de veículos Mercedes-Benz.Existe uma versão não tão luxosa do modelo chamada de Vito.